# Chello
chello to nazwa usługi UPC Europe (z polskim oddziałem UPC Polska) umożliwiająca stały dostęp do Internetu w 12 państwach Europy:
- Austria
- Belgia
- Czechy
- Francja
- Holandia
- Malta
- Niemcy
- Norwegia
- Polska
- Rumunia
- Słowacja
- Węgry

Do 31 marca 2005 r. ponad 1,3 miliona Europejczyków było abonentami chello. W Polsce do 31 października 2006, ponad 200 000 osób posiadało stałe łącze internetowe chello w swoim domu. Dostępne było w Warszawie, Gdańsku, Sopocie, Gdyni, Bydgoszczy, Wrocławiu, Katowicach, Sosnowcu, Krakowie, Lublinie, Szczecinie, Opolu, Piotrkowie Trybunalskim, Kaliszu, Kielcach, Lesznie, Mielcu i Oleśnicy.
W dniu 15.01.2008 r. UPC Polska zrezygnowało z marki Chello. Zmianie uległy również pakiety internetowe UPC Polska oraz logo firmy na niebieskiego karczocha.